# Sveučilišna bolnica svetog Olava
Sveučilišna bolnica svetog Olava (nor. St. Olavs Hospital Universitetssykehuset i Trondheim) bolnica je u Trondheimu u Norveškoj. Osnovana je 1902. godine i dio je državne Zaklade bolnica svetog Olava koja upravlja svim bolnicama u okrugu Sør-Trøndelag. Bolnica u znanstvenom djelovanju i obrazovanju doktora medicine usko surađuje s Norveškim sveučilištem znanosti i tehnologije. Ime je dobila po norveškom kralju Olavu II.
Bolnica zapošljava 8.691 djelatnika te raspolaže s 1.366 kreveta i godišnjim proračunom od 5,1 milijarde NOK. Tijekom 2005. u Sveučilišnoj bolnici svetog Olava obavljeno je 274.441 somatskih i 88.692 psihijatrijskih konzultacija.